# Antônio Carlos de Jesus Fuzatto
Antônio Carlos de Jesus Fuzatto é um professor e político brasileiro do estado de Minas Gerais.
Foi deputado estadual em Minas Gerais na 12ª legislatura (1991 a 1995) pelo PT.
Foi vereador no município de São João del Rey e é professor da rede pública nessa cidade.